# Dzialandzé
Der Dzialandzé (französisch lac Dzialandzé, auch: Dzialandee) ist ein See auf der Insel Anjouan im Inselstaat Komoren im Indopazifik. Der Kratersee liegt auf einer Höhe von 910 m in der Südwest-Flanke des Mont Ntringui, dem höchsten Berg der Insel. Der See liegt im Parc du Mont Ntringui, einem Schutzgebiet der Ramsar-Konvention, welches 2006 geschaffen wurde.

## Geographie
Der Kratersee liegt in der Südwestflanke des Ntringui und hat eine grob dreieckige Grundfläche mit der Grundseite im Norden und der Spitze im Süden. Er misst ca. 280 m in der Länge und 150 m in der Breite. Mit der Fläche von ca. 3 ha stellt er das Hauptwasser-Resservoir von Anjouan, aber er hat deutlich an Volumen und Fläche verloren, aufgrund von Wasserableitungen für den Gartenbau in der Umgebung. Die Entwaldung im Einzugsgebiet, an den Hängen des Massivs des Ntringui und an Dongojou und Béléa, führte darüber hinaus zu Erosion und Verlandung in den Regenzeiten. Im See leben Süßwasserfische, die kaum erforscht sind und er wird häufig von zahlreichen Vögeln aufgesucht, aber Pestizide, die in der Landwirtschaft eingesetzt wurden, bilden eine Gefahr für die Artenvielfalt. Vom See aus werden, je nach Jahreszeit, mehrere Flüsse gespeist, die nach Süden zum Lingoni hin entwässern.
Aufgrund seiner Bedeutung wurde der See, zusammen mit dem Umgebenden Bergmassiv auf einer Fläche von 3000 ha 2006 unter Schutz gestellt.

## Tourismus
Der See mit den umgebenden Berghängen des Massivs des Mont Ntringui ist ein außergewöhnliches Naturwunder. Er ist zu Fuß erreichbar von der Straße zwischen Koni Djodjo und Dindi (Dindri). Ein Wanderweg führt auf einer Länge von einem Kilometer zum See. Er wird von der Bevölkerung als Heiliger Ort verehrt, weshalb es nicht empfehlenswert ist in dem See zu baden.